# Onofrio Gabrielli
Onofrio Gabrielli, auch Gabrieli, (* 2. April 1619 in Gesso, Messina; † 26. September 1706 ebenda) war ein italienischer Maler des Barock in Padua und auf Sizilien.

## Leben
Geboren wurde er in dem kleinen Ort Gesso, 16 km von Messina entfernt. Seine erste künstlerische Ausbildung erhielt er von dem Domenichino-Schüler Antonio Barbalonga. Noch vor 1640 ging er nach Rom in die Werkstatt des bedeutenden Freskenmalers und Barockarchitekten Pietro Berrettini, genannt Pietro da Cortona, und bildete sich unter dem klassizistischen Landschaftsmaler Nicolas Poussin weiter. Nachdem 1640 Pietro da Cortona nach Florenz und 1641 Nicolas Poussin nach Paris gegangen waren, verließ auch Onofrio Gabrielli Rom und ging bis 1650 zu Domenico Maroli, der wie er in Messina bei Barbalonga ausgebildet worden war und nun in Venedig lebte und arbeitete. In Venezien studierte Onofrio die Werke von Tizian und Veronese. Anschließend ging er für längere Zeit nach Padua, wo er, so G.B. Rossetti, im Dienst der Adelsfamilie Borromeo stand. Neben Familienporträts und einem seiner Hauptwerke, den Fresken in der Villa Borromeo, schuf er zahlreiche Kirchenbilder in Padua und Umgebung.
1660 ging er zurück nach Messina, wo er sich als Maler von Tafelbildern einen Namen machte. Neben seiner Malerei widmete sich Onofrio der Alchemie, die ihm fast sein ganzes Vermögen kostete, so dass er seine einst kostbar ausgestatteten Gemälde nun sparsamer anlegen musste, indem er seine Bilder schneller und mit weniger Materialaufwand fertigstellte.
Während des Aufstandes von Messina gegen die Spanischen Repressionen im Jahr 1674 betätigte er sich auch als Festungsbaumeister und musste nach Niederschlagung der Revolte 1678 nach Frankreich fliehen.
Nachdem er durch Philipp V. von Spanien begnadigt wurde, kehrte Onofrio 1701 nach Messina zurück und schuf dort sein Alterswerk.
Viele seiner Bilder gingen während der Erdbeben von 1783 und besonders durch das schwere Beben von 1908 verloren.
1983 gab es in Gesso eine umfassende Ausstellung mit 20 seiner Arbeiten aus Venezien und Sizilien.

## Werke
- Villa Borromeo in (Padua): Fresken mit alttestamentlichen Themen (um 1655)
- Chiesa San Papino (Milazzo): „Madonna und Engel“, „Sankt Papino und andere Heilige Franziskaner“
- Chiesa di San Giuseppe (Milazzo): „Hochzeit der Santa Anna“
- Chiesa Santa Chiara in (Montelupone nelle Marche): Tafelbild „Jungfrau Maria mit Kind, Santa Klara und den Heiligen Johannes Ev. und Nikolaus“ (1695)
- Chiesa madre Monforte San Giorgio, Tafelbilder „Evangelist“, „S. Nikolaus“ (1695), „Sankt Georg zu Pferde“ (1670) wahrscheinlich auch die Fassung der Skulptur „Sankt Georg und der Drache“
- San Francesco di Paolo (Montforte San Giorgio): Tafelbild „San Francesco di Paolo“ (1678)
- Chiesa Santa Maria Assunta (Randazzo): „Martyrium der S. Agathe“ „Martyrium des S. Lorenzo“ und „Madonna del Rosario“
- Chiesa della Concezione Syrakus „Madonna mit dem Brief“, „Tod des Innozenz“, „Martyrium der Santa Lucia“ und „Anbetung“
- Monaci Cappuccini (Messina): „Christi Geburt“
- Pinacoteca Civica Reggio Calabria: „Botschaft der Senatoren von Messina an die Gottesmutter“
- Museo Regionale di Messina „Madonna der Fürbitte“
- Museo Civico (Padua): „la merlettaia con la maestra“